# Kiss Lajos (ügyvéd)
Kiss Lajos (Debrecen, 1814. december 14. – Budapest, 1885. december 26.) ügyvéd, polgármester, országgyűlési képviselő, vasúti igazgató.

## Élete
Ahol apja tekintélyes polgár volt és báró Vay debreceni salétrom-gyárának főigazgatója; fiait kitűnő nevelésben részesítette, úgy hogy Kiss a francia, angol és német nyelvben kiváló gyakorlottsággal bírt. Iskoláinak bevégeztével szülővárosában már ifjúkorában kiváló szerepet vitt. 1847-ben városi főjegyző. 
1848-49-ben a debreceni lovas nemzetőröknek kapitánya és Bem táborában honvédtiszt volt. Később 1861-ig a passzív ellenállásban kitartott. 1861-ben Debrecen város polgármesterévé választották, mely állásától az akkori provizórium bekövetkeztében visszalépett. Ezután a debreceni egyház főgondnoka lett. Debrecen körül nagy érdemei vannak; neki köszönheti lételét a gazdasági egyesület, hasonlóképpen virágzását a polgári kaszinó, sok érdeme van a színház felépítésében, az északkeleti vasút létrehozatalában, amelynek igazgató tanácsosa volt; a debreceni lóverseny-egyletnek is egyik létrehozója 1865-ben és 1869. március 15-én Debrecen II. kerületének képviselőjévé választották ellenzéki programmal; kerületét 1885. december 26-án Budapesten történt haláláig képviselte.
Cikkei a Debreczeni Közlönyben (1860. 52. sz. Őszinte szó az asszonyrészi remetéhez sat.)
Országgyűlési beszédei a Naplókban (1865-68. X. Arad-temesvári vasút, XI. Béga-csatorna, Több vasút, Székesfehérvár-gráczi vasút, 1869-72. II., III., VI.); programbeszédei az egykorú helyi lapokban vannak